# Drăgușenii Noi, Hîncești
Drăgușenii Noi este satul de reședință al comunei cu același nume  din raionul Hîncești, Republica Moldova.

## Demografie

### Structura etnică
Structura etnică a satului Drăgușenii Noi conform recensământului populației din 2004:
| Grup etnic                    | Populație | % Procentaj |
| ----------------------------- | --------- | ----------- |
| Băștinași declarați Moldoveni | 1903      | 99,48%      |
| Ucraineni                     | 6         | 0,31%       |
| Ruși                          | 2         | 0,10%       |
| Găgăuzi                       | 1         | 0,05%       |
| Alții                         | 1         | 0,05%       |
| Total                         | 1913      |             |